# قحف بودو

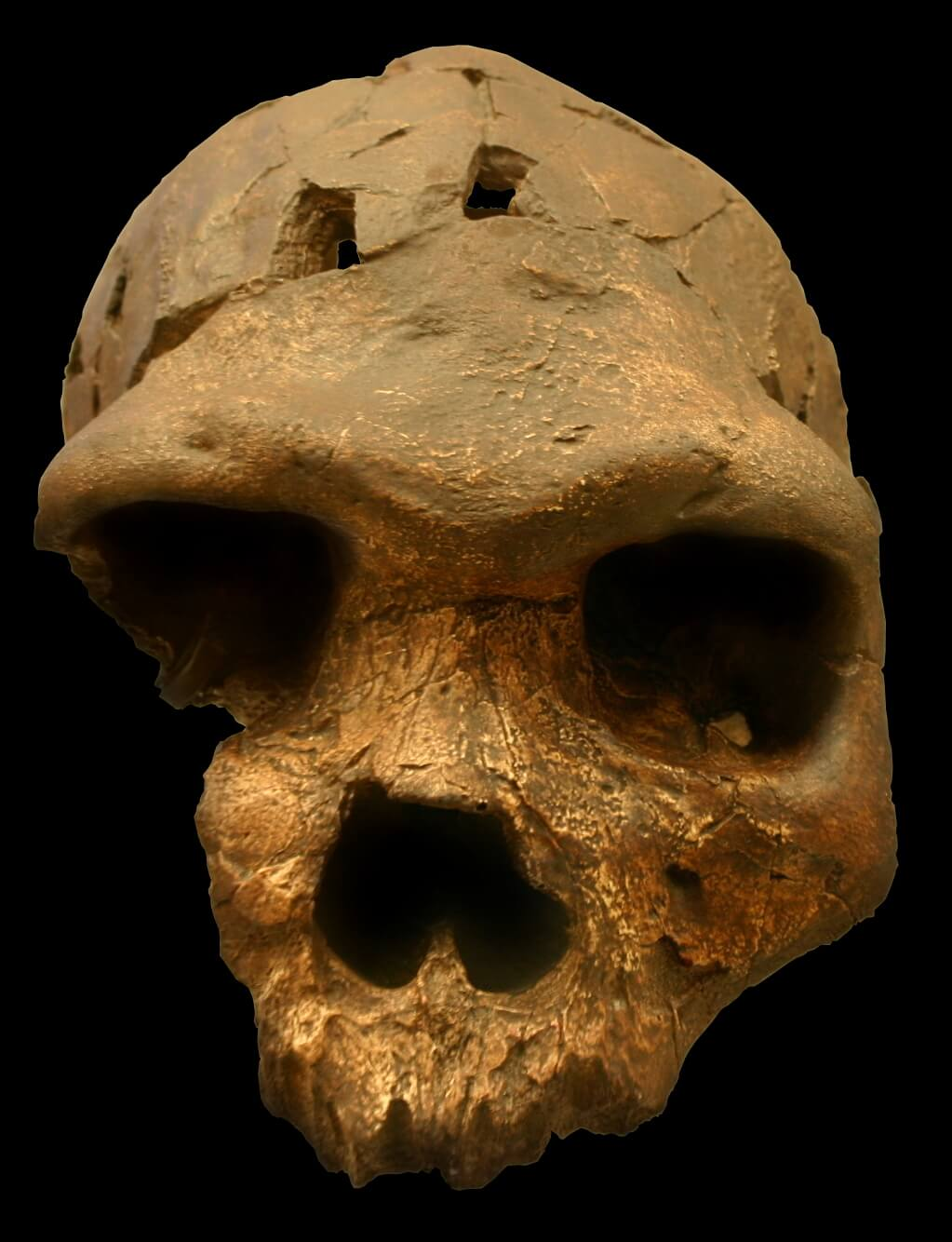

قحف بودو  هي حفرية لنوعٍ منقرض من جنس القردة العليا. عُثر على هذه الحفرية من طرف أعضاء من فريق الحملة الاستكشافية التي قادها جون كالب في عام 1976، وكان موقع الاكتشاف في Bodo D’ar في وادي نهر أواش الواقع في إثيوبيا. اكتُشف القسم السفلي من الوجه في البداية على يد Alemayhew Asfaw وتشالرز سمارت، وعثر كلّ من بول وايتهيد وكريغ وود على القسم العلوي من الوجه بعد أسبوعين من الاكتشاف الأول. يُقدر عمر الجمجمة بـ 600 ألف عام ، وتعود هذه الحفرية حسب التصنيف إلى إنسان هايدلبرغ. لكن مظهر القحف غير الطبيعي أدى إلى جدلٍ واسع حول تصنيف هذه الحفرية.

## الملاحظات
لهذه العينة قحف ذو سعة غير طبيعية مقارنة بعمر الحفرية، حيث تُقدر هذه السعة بنحو 1250 سم مكعب (يتراوح مدى السعة بين 1200 إلى 1325 سم مكعب) أي ضمن الحد الأدنى لسعة القحف لدى الإنسان العاقل. تحتوي الحفرية المكتشفة على الوجه وجزء كبيرٍ من العظم الجبهي، بالإضافة إلى أجزاء أخرى من القبو الأوسط والقاعدة الأمامية للثقبة العظمية. وتبلغ أبعاد القحف على التوالي: الطول 21 سم، العرض 15.87 سم والارتفاع 19.05 سم. يعتقد الباحثون أن البودو امتهن جزارة الحيوانات باستخدام الأدوات التي انتشرت في الثقافة الأشولينية كالفأس الحجري والساطور بالإضافة إلى عظام الحيوانات، حيث وجدت هذه الأدوات بالقرب من موقع اكتشاف الحفرية. ولوحظ وجود علامات قطع وقص على القحف، مما يدل على تعرض هذا الفرد لإزالة الجسد عن العظام باستخدام الأدوات الحجرية بعد وفاته مباشرة.